# Campionato italiano di hockey su ghiaccio 1987-1988
Il campionato italiano di hockey su ghiaccio 1987-88 è stato organizzato dalla FISG.

## Serie A
La strada per la conquista del tricolore porta a disputare un girone con un doppio turno di andata e di ritorno. L'ultima classificata retrocede in Serie B mentre le prime otto formazioni accedono ai Play off scudetto.

### Formazioni
Sono 10 le squadre iscritte al torneo: Bolzano, Merano, Alleghe, Varese, Fassa, Brunico, Asiago, Cortina, Fiemme e Renon.

### Girone di qualificazione
Il girone di qualificazione è vinto dal Bolzano. L'Asiago termina davanti al Cortina anche se a pari punti per via degli scontri diretti (e di una migliore differenza reti: +21 a -24). Il Fiemme non si qualifica per i playoff mentre il Renon, ultimo, retrocede nella serie cadetta.

### Playoff
I quarti si disputano al meglio delle 3 gare mentre semifinali e finale al meglio delle 5 gare.
|  | Quarti di finale | Quarti di finale | Quarti di finale | Quarti di finale | Quarti di finale |   |         | Semifinali | Semifinali | Semifinali | Semifinali | Semifinali | Semifinali | Semifinali |  |  | Finale | Finale  | Finale | Finale | Finale | Finale | Finale |
|  |                  |                  |                  |                  |                  |   |         |            |            |            |            |            |            |            |  |  |        |         |        |        |        |        |        |
|  | 1                | Bolzano          | 10               | 5                |                  |   |         |            |            |            |            |            |            |            |  |  |        |         |        |        |        |        |        |
|  | 8                | Cortina          | 4                | 2                |                  |   |         |            |            |            |            |            |            |            |  |  |        |         |        |        |        |        |        |
|  | 8                | Cortina          | 4                | 2                |                  |   | Bolzano | 4          | 2‡         | 4          |            |            |            |            |  |  |        |         |        |        |        |        |        |
|  |                  |                  |                  |                  |                  |   | Bolzano | 4          | 2‡         | 4          |            |            |            |            |  |  |        |         |        |        |        |        |        |
|  |                  |                  | Varese           | 0                | 1                | 0 |         |            |            |            |            |            |            |            |  |  |        |         |        |        |        |        |        |
|  | 4                | Varese           | Varese           | 0                | 1                | 0 | 4†      | 1          | 7          |            |            |            |            |            |  |  |        |         |        |        |        |        |        |
|  | 4                | Varese           |                  |                  |                  |   | 4†      | 1          | 7          |            |            |            |            |            |  |  |        |         |        |        |        |        |        |
|  | 5                | Fassa Falcons    | 3                | 3                | 2                |   |         |            |            |            |            |            |            |            |  |  |        |         |        |        |        |        |        |
|  |                  |                  |                  |                  |                  |   |         |            |            |            |            |            |            |            |  |  |        | Bolzano | 12     | 4      | 9      |        |        |
|  |                  |                  |                  | Merano           | 1                | 1 | 4       |            |            |            |            |            |            |            |  |  |        |         |        |        |        |        |        |
|  | 2                | Merano           | 4                | 4‡               | 5                |   |         |            |            |            |            |            |            |            |  |  |        |         |        |        |        |        |        |
|  | 7                | Asiago           | 7                | 3                | 3                |   |         |            |            |            |            |            |            |            |  |  |        |         |        |        |        |        |        |
|  | 7                | Asiago           | 7                | 3                | 3                |   |         | Merano     | 9          | 6          | 3          | 4‡         |            |            |  |  |        |         |        |        |        |        |        |
|  |                  |                  |                  |                  |                  |   |         | Merano     | 9          | 6          | 3          | 4‡         |            |            |  |  |        |         |        |        |        |        |        |
|  |                  |                  | Alleghe          | 2                | 3                | 6 | 3       |            |            |            |            |            |            |            |  |  |        |         |        |        |        |        |        |
|  | 3                | Alleghe          | Alleghe          | 2                | 3                | 6 | 3       | 6          | 6          |            |            |            |            |            |  |  |        |         |        |        |        |        |        |
|  | 3                | Alleghe          |                  |                  |                  |   |         | 6          | 6          |            |            |            |            |            |  |  |        |         |        |        |        |        |        |
|  | 6                | Bruneck-Brunico  | 3                | 3                |                  |   |         |            |            |            |            |            |            |            |  |  |        |         |        |        |        |        |        |

†: partita terminata ai tempi supplementari; ‡: partita terminata ai tiri di rigore

#### Quarti di finale
Le partite dei quarti di finale sono: Alleghe–Brunico; Bolzano–Cortina; Merano–Asiago e Varese–Fassa.
Le civette superano i pusteresi in due gare con un doppio 6-3. I vice campioni d'Italia regolano Cortina con una doppia vittoria (10-4 e 5-2). Merano perde, sorprendentemente, Gara 1 in casa contro Asiago per 7-4, ma in Gara 2 riportano la serie in parità vincendo in trasferta per 2-1 ai rigori. In Gara 3 i meranesi chiudono battendo i giallorossi per 5-3.

#### Semifinali
Le semifinali mettono di fronte Alleghe–Merano e Bolzano-Varese.
Tra Merano e Alleghe, Gara 1, è senza storia. Infatti gli altoatesini si impongono per 9-2, mentre in Gara 2 e 3, sembra predominare un certo equilibrio che porta entrambe le formazioni a vincere in campo avverso per 6-3. Ma in Gara 4, Merano chiude i conti vincendo ad Alleghe per 2-0 ma solo ai tiri di rigore.
Nell'altra semifinale, Bolzano si vendica della sconfitta patita nella finale della stagione precedente, chiudendo la serie in 3 gare (4-0; 2-1; 4-0).

#### Finali
Le finali ripropongono il derby tra Bolzano e Merano. In Gara 1, i meranesi vengono letteralmente neutralizzati dagli avversari con un sonoro 12-1. In Gara 2, Bolzano s'impone per 4-1, intravedendo così il decimo scudetto. La stella viene conquistata in Gara 3 surclassando, ancora una volta, i meranesi per 9-4.
 L'Hockey Club Bolzano vince il suo decimo scudetto.

Formazione Campione d'Italia: Bruno Baseotto - Giacinto Boni - Paolo Casciaro - Norbert Gasser - Mauro Giacomin - Enrico Laurati - Giovanni Melega - Robert Oberrauch - Gino Pasqualotto - Mark Pavelich - Kent Nilsson - Martin Pavlu - Maurizio Scudier - Gianni Spoletti - Lucio Topatigh - Moreno Trisorio - Joseph Michael Zanier.

Allenatore: Ron Chipperfield.

#### Finale 3º/4º posto
La lotta per la conquista del terzo posto vede fronteggiarsi Gardena e Varese. I gialloneri hanno la meglio superando il Gardena in 3 gare.
|  | Finale 3º/4º posto |         |         |   |   |   |   |  |
|  |                    |         |         |   |   |   |   |  |
|  | Alleghe            | Alleghe | Alleghe | 5 | 2 | 5 | 7 |  |
|  | Varese             | Varese  | Varese  | 4 | 5 | 1 | 6 |  |

#### Poule 5º posto
Ogni squadra disputò 6 match.

### Classifica finale
| Pos. | Squadra         |
| ---- | --------------- |
| 1    | Bolzano         |
| 2    | Merano          |
| 3    | Alleghe         |
| 4    | Varese          |
| 5    | Fassa Falcons   |
| 6    | Asiago          |
| 7    | Cortina         |
| 8    | Bruneck-Brunico |
| 9    | Fiemme          |
| 10   | Ritten-Renon    |

### Marcatori
In testa alla classifica dei marcatori si posiziona Kent Nilsson (Bolzano) con 158 punti, frutto di 71 gol e 87 assist, che batte il record detenuto dal suo allenatore Ron Chipperfield di 132 punti ottenuto nella stagione 1982-83. Al secondo posto, Errol Rausse (Alleghe, 119 p.ti, 52 + 67), poi Mustafa Besic (Fassa, 115 p.ti, 41 + 74), Mario Simioni (Asiago, 111 p.ti, 53 + 58) e Gates Orlando (Merano, 110 p.ti, 59 + 51).

## Serie B
|  | Finale playoff promozione |              |   |   |   |  |
|  |                           |              |   |   |   |  |
|  | Milano Saima              | Milano Saima | 1 | 9 | 3 |  |
|  | Gardena                   | Gardena      | 3 | 1 | 1 |  |

Il Milano Saima sale in serie A.